# Tipula (Papuatipula) consiliosa
Tipula (Papuatipula) consiliosa is een tweevleugelige uit de familie langpootmuggen (Tipulidae). De soort komt voor in het Australaziatisch gebied.